# Cansignorio della Scala

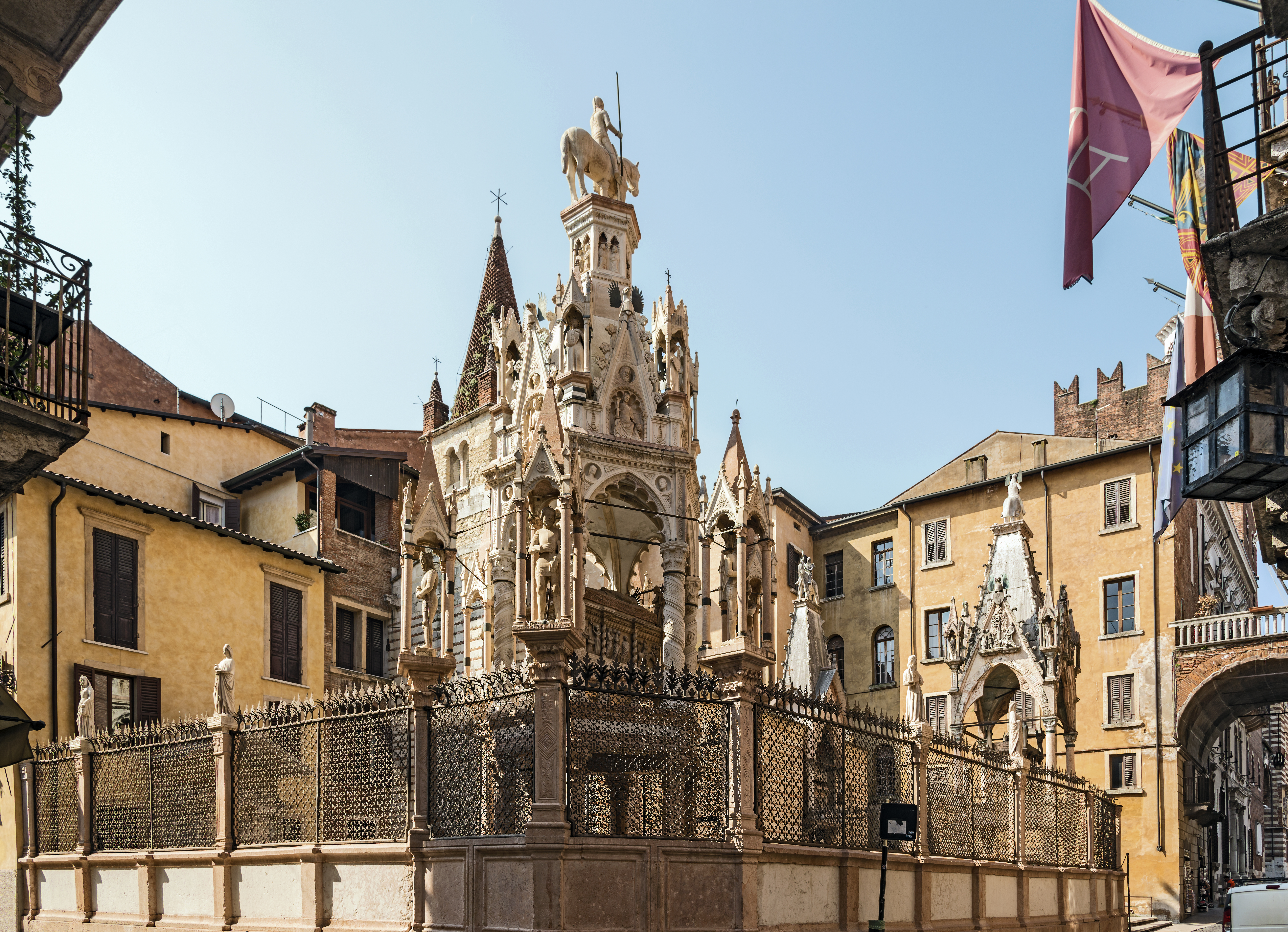
Verona, arca di Cansignorio

Cansignorio della Scala (5 marzo 1340 – Verona, 18 ottobre 1375) è stato un condottiero italiano.

## Biografia
Cansignorio fu signore di Verona dal 1359 al 1375, insieme al fratello Paolo Alboino.
Divenne signore di Verona alla morte del padre Mastino, insieme ai fratelli Cangrande II e Paolo Alboino. Ebbe però Cangrande II il potere effettivo. Cansignorio complottò contro il suo potere tirannico e, dopo averlo assassinato in un agguato, il 14 dicembre 1359, prese il controllo della città.
Cansignorio governò Verona con moderazione e la arricchì di numerose costruzioni, incluso Ponte Navi sull'Adige e la prima torre con un orologio in Italia, la Torre del Gardello.
Sul letto di morte, nel 1375, commissionò l'omicidio del fratello Paolo Alboino (che era praticamente imprigionato dal 1365), in modo da garantire ai suoi figli Bartolomeo II e Antonio la successione.
La tomba di Cansignorio è una delle famose arche scaligere a Verona.

## Discendenza
Il 6 giugno 1363 Cansignorio sposò Agnese, figlia di Carlo di Durazzo e Maria di Calabria, dalla quale ebbe una figlia:
- Tarsia.

Ebbe anche tre figli naturali:
- Antonio (1362-1388), signore di Verona;
- Bartolomeo (?-1381), signore di Verona;
- Lucia, sposò in prime nozze Cortesia Serego e in seconde nozze Bernardino II da Polenta.

## Ascendenza
|                         |          |                          | Genitori                      |  |  | Nonni |  |  | Bisnonni              |  |  | Trisnonni            |  |
|                         |          |                          |                               |  |  |       |  |  | Alberto I della Scala |  |  | Jacopino della Scala |  |
|                         |          |                          |                               |  |  |       |  |  | Alberto I della Scala |  |  | Jacopino della Scala |  |
|                         |          | Elisa Superbi            |                               |  |  |       |  |  | Alberto I della Scala |  |  |                      |  |
| Alboino della Scala     |          |                          |                               |  |  |       |  |  | Alberto I della Scala |  |  |                      |  |
|                         |          | Verde di Salizzole       | …                             |  |  |       |  |  |                       |  |  |                      |  |
|                         |          | Verde di Salizzole       | …                             |  |  |       |  |  |                       |  |  |                      |  |
|                         |          | Verde di Salizzole       | …                             |  |  |       |  |  |                       |  |  |                      |  |
| Mastino II della Scala  |          | Verde di Salizzole       |                               |  |  |       |  |  |                       |  |  |                      |  |
|                         |          | Giberto III da Correggio | Guido II da Correggio         |  |  |       |  |  |                       |  |  |                      |  |
|                         |          | Giberto III da Correggio | Guido II da Correggio         |  |  |       |  |  |                       |  |  |                      |  |
|                         |          | Giberto III da Correggio | Mabilia della Gente           |  |  |       |  |  |                       |  |  |                      |  |
| Beatrice da Correggio   |          | Giberto III da Correggio |                               |  |  |       |  |  |                       |  |  |                      |  |
|                         |          | Elena Malaspina          | Malaspina Mulazzo             |  |  |       |  |  |                       |  |  |                      |  |
|                         |          | Elena Malaspina          | Malaspina Mulazzo             |  |  |       |  |  |                       |  |  |                      |  |
|                         |          | Elena Malaspina          | …                             |  |  |       |  |  |                       |  |  |                      |  |
| Cansignorio della Scala |          | Elena Malaspina          |                               |  |  |       |  |  |                       |  |  |                      |  |
|                         | Marsilio | …                        |                               |  |  |       |  |  |                       |  |  |                      |  |
|                         | Marsilio | …                        |                               |  |  |       |  |  |                       |  |  |                      |  |
|                         | Marsilio | …                        |                               |  |  |       |  |  |                       |  |  |                      |  |
| Giacomo I da Carrara    | Marsilio |                          |                               |  |  |       |  |  |                       |  |  |                      |  |
|                         |          | …                        | …                             |  |  |       |  |  |                       |  |  |                      |  |
|                         |          | …                        | …                             |  |  |       |  |  |                       |  |  |                      |  |
|                         |          | …                        | …                             |  |  |       |  |  |                       |  |  |                      |  |
| Taddea da Carrara       |          | …                        |                               |  |  |       |  |  |                       |  |  |                      |  |
|                         |          | Pietro Gradenigo         | Marco di Bartolomeo Gradenigo |  |  |       |  |  |                       |  |  |                      |  |
|                         |          | Pietro Gradenigo         | Marco di Bartolomeo Gradenigo |  |  |       |  |  |                       |  |  |                      |  |
|                         |          | Pietro Gradenigo         | …                             |  |  |       |  |  |                       |  |  |                      |  |
| Elisabetta Gradenigo    |          | Pietro Gradenigo         |                               |  |  |       |  |  |                       |  |  |                      |  |
|                         |          | Tommasina Morosini       | Giovanni Morosini             |  |  |       |  |  |                       |  |  |                      |  |
|                         |          | Tommasina Morosini       | Giovanni Morosini             |  |  |       |  |  |                       |  |  |                      |  |
|                         |          | Tommasina Morosini       | …                             |  |  |       |  |  |                       |  |  |                      |  |
|                         |          | Tommasina Morosini       |                               |  |  |       |  |  |                       |  |  |                      |  |